# Eve-Claudine Lorétan
Eve-Claudine Lorétan (* 1969; † 1998), bekannt unter dem Künstlernamen Coco, war ein Schweizer Model und die erste prominente transgeschlechtliche Schweizerin.

## Leben
Lorétan wurde in Thun als Marc-Patric Lorétan geboren und absolvierte die Matura am Gymnasium Seefeld, während sie sich als «Coco» zum Model ausbilden liess. Sie entschied sich 1990 dazu, ihr Geschlecht chirurgisch anzugleichen, und wurde ab 1992 auch rechtlich als Frau anerkannt.
Die Operation wurde von Paul Riniker in seinem Dokumentarfilm Traum Frau Coco dokumentiert. 1991 sahen aussergewöhnlich viele Zuschauer – 660'000 Personen – den Film im Schweizer Fernsehen. Coco und mit ihr das Thema Transgeschlechtlichkeit wurden landesweit bekannt.
Der Film verhalf Coco zu breiter Popularität und förderte zunächst ihre Modelkarriere. Ihre physische und psychische Gesundheit verschlechterte sich aber zusehends. Sie wurde depressiv und psychotisch und litt als Folge der Geschlechtsanpassung an Osteoporose. 1997 wurde das Manuskript ihrer Autobiografie gestohlen, und Coco begann sich aus finanzieller Not heraus zu prostituieren. Im Herbst 1998 nahm sie sich im Alter von 29 Jahren das Leben.

## Rezeption
Neben dem Film Traum Frau Coco (1991) ist Cocos Leben auch Gegenstand des Musicals Coco – Ein Transgendermusical (2018) des Autors Alexander Seibt und des Musikers Markus Schönholzer. In dem Stück wird Coco von Mariananda Schempp gespielt, ihr männlicher Körper von Gabriel Schneider.
2019 veröffentlichte der Fotograf Olivier G. Fatton den Bildband «Coco». Er enthält Bilder aus den fünf Jahren, in der Fatton mit Coco verbunden war, und einen biografischen Text von Dunia Miralles.